# 3856 Lutskij
A 3856 Lutskij (ideiglenes jelöléssel 1976 QX) a Naprendszer kisbolygóövében található aszteroida. Nyikolaj Sztyepanovics Csernih fedezte fel 1976. augusztus 26-án.